# Польща на Євробаченні Юних Музикантів
Польща брала участь у Євробаченні Юних Музикантів, що проводиться кожні два роки, 15 разів з моменту свого дебюту в 1992 році та тричі здобувала перемогу (1992, 2000, 2016). У 1994 році Польща була країною-господаркою конкурсу.

## Учасники
Умовні позначення
     Переможець
     Друге місце
     Третє місце
     Не пройшла до фіналу
     Участь скасовано
     Не брала участі
| Рік  | Місце проведення | Учасник              | Інструмент        | Фінал                      | Півфінал          |
| ---- | ---------------- | -------------------- | ----------------- | -------------------------- | ----------------- |
| 1992 | Брюссель         | Бартломей Нізьол     | Скрипка           | 1                          | –                 |
| 1994 | Варшава          | Лукаш Ширнер         | Віолончель        | Не вдалося кваліфікуватися | –                 |
| 1996 | Лісабон          | Марія Новак          | Скрипка           | –                          | –                 |
| 1998 | Відень           | Не брала участь      | Не брала участь   | Не брала участь            | Не брала участь   |
| 2000 | Берген           | Станіслав Джевецький | Фортепіано        | 1                          |                   |
| 2002 | Берлін           | Пйотр Ясюрковський   | Скрипка           | –                          | –                 |
| 2004 | Люцерн           | Агнешка Гжибовська   | Ударні            | –                          | –                 |
| 2006 | Відень           | Яцек Кортус          | Фортепіано        | Не вдалося кваліфікуватися | –                 |
| 2008 | Відень           | Марта Ковальчик      | Скрипка           | Не вдалося кваліфікуватися | –                 |
| 2010 | Відень           | Бартош Гловацький    | Акордеон          | –                          | –                 |
| 2012 | Відень           | Ягода Кшемінська     | Флейта            | 4                          | –                 |
| 2014 | Кельн            | Бартош Колсут        | Акордеон          | –                          | Без півфіналів    |
| 2016 | Кельн            | Лукаш Дичко          | Саксофон          | 1                          | Без півфіналів    |
| 2018 | Единбург         | Марта Хлебіцька      | Флейта            | Не вдалося кваліфікуватися | –                 |
| 2020 | Загреб           | Конкурс скасовано    | Конкурс скасовано | Конкурс скасовано          | Конкурс скасовано |
| 2022 | Монпельє         | Мілена Піорунська    | Скрипка           | –                          | Без півфіналів    |
| 2024 | Буде             | Єремі Табєнцький     | Кларнет           | -                          | Без півфіналів    |

## Галерея

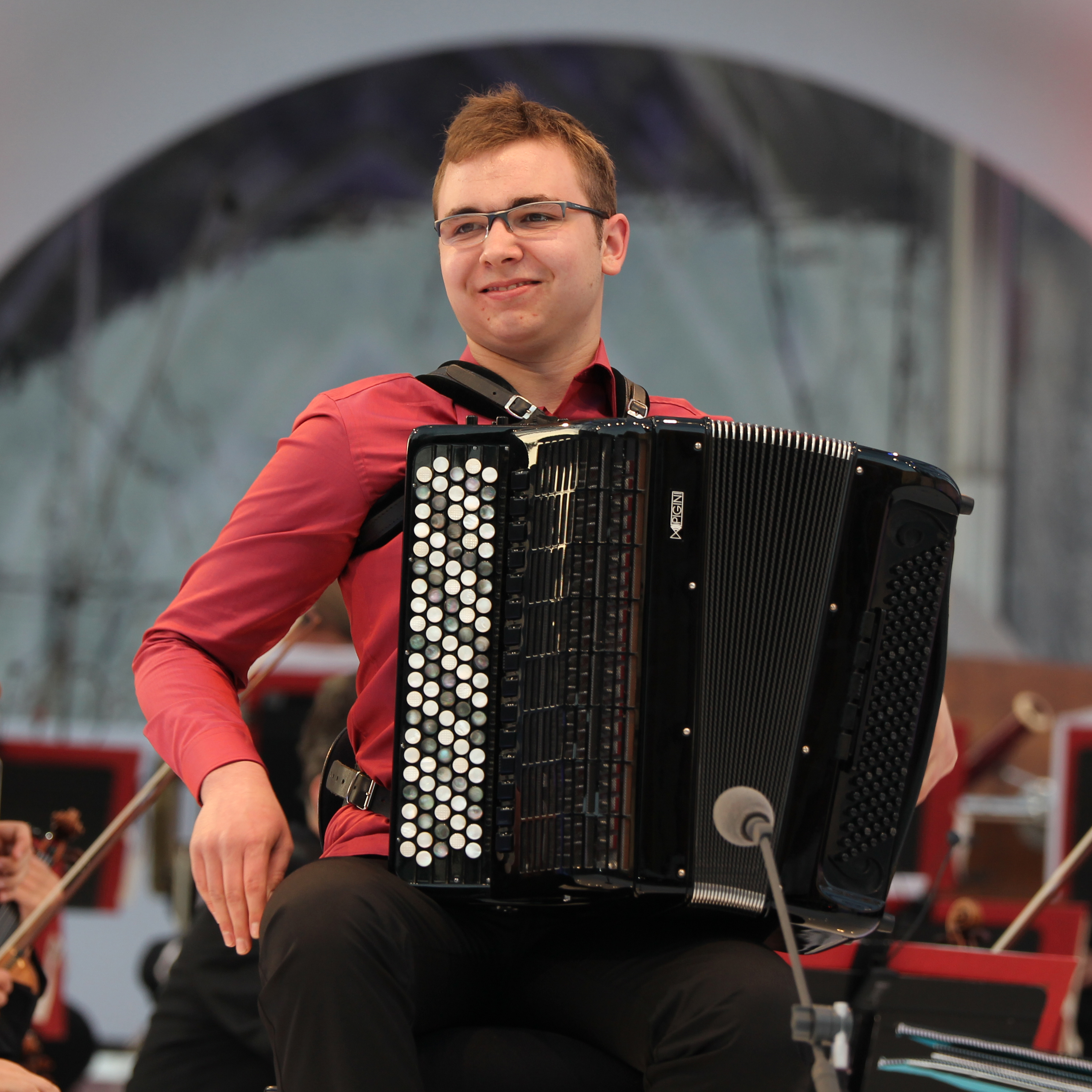
Бартош Колсут у Кельні (2014)
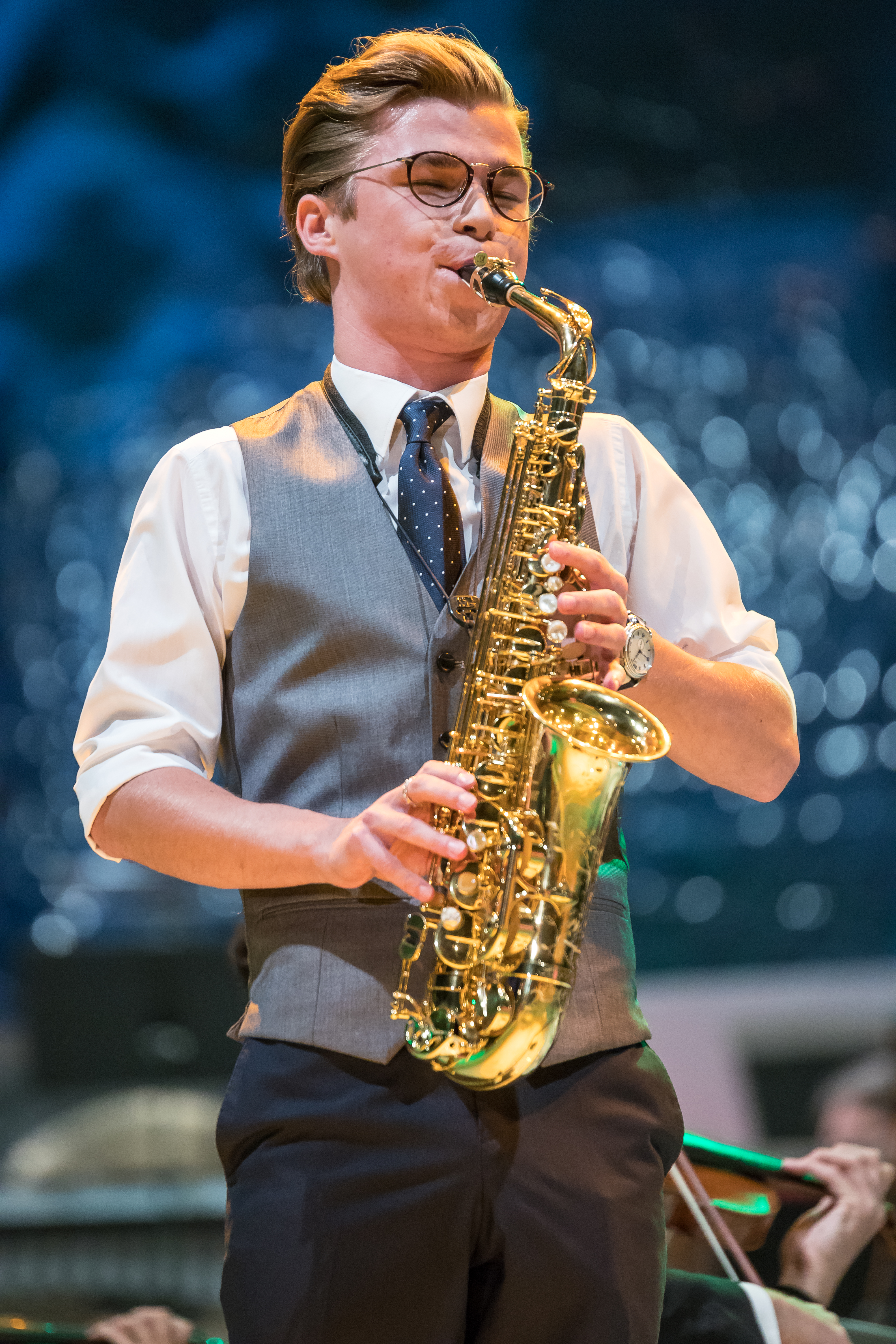
Лукаш Дичко у Кельні (2016)

## Країна-господар
| Рік  | Місто   | Місце проведення          | Ведучі |
| ---- | ------- | ------------------------- | ------ |
| 1994 | Варшава | Концертний зал філармонії | ?      |

## Нотатки
1. ↑  Конкурс 2020 року було скасовано через пандемію COVID-19.